# Stenygrinum quadrinotatum
Stenygrinum quadrinotatum (лат.) — вид жесткокрылых насекомых из семейства усачей (Cerambycidae).

## Распространение
Распространён в Юго-Восточной Азии, включая Уссурийско-Приморский регион, Кореи, Китае, Индокитае и Японии.

## Описание
Жук в длину достигает 8-13,5 мм. Тело каштаново-красновато-рыжее. Переднеспинка обычно красного цвета. Усики и ноги светло-рыжие или красновато рыжие.

## Экология
Кормовые породы личинки: шелковица белая (Morus alba), Tectona grandis, Acacia confusa, кунингамия ланцетовидная (Cunninghamia lanceolata), каштан мягчайший (Castanea mollissima), дуб острейший (Quercus acutissima), кунингамия ланцетовидная (Cunninghamia lanceolata), гевея бразильская (Hevea brasiliensis), сосна белая китайская (Pinus armandii), сосна красная китайская (Pinus tabuliformis) и Robinia pseudacacia.

## Изменчивость
В виде выделяют две аберрации и одну типовую форму; все они отличаются друг от друга количеством и местоположением пятен на надкрыльях.
S. q. f. typica — надкрылья на диске тёмно-бурые, на основании (узкой полоской) и на вершине (в последней трети) светло-красные или светло-рыжие, с двумя светлыми желтоватыми пятнами, из которых одно пятно лежит перед серединой, второе — за серединой.
| Аберрации           | Автор          | Описание                                                           |
| ------------------- | -------------- | ------------------------------------------------------------------ |
| S. q. ab. binotatum | Plavilstshikov | Как типичная форма, но пятна на надкрыльях продольно сливаются.    |
| S. q. ab. conjnctum | Matsusch.      | Как типичная форма, но передне пятно отсутствует (заднее имеется). |